# Álljon meg a nászmenet!
Az Álljon meg a nászmenet! (eredeti címe: My Best Friend's Wedding) 1997-ben bemutatott amerikai romantikus filmvígjáték, amelyet P. J. Hogan rendezett. A forgatókönyvet Ronald Bass készítette. A zenét James Newton Howard szerezte. A főbb szerepekben Julia Roberts, Dermot Mulroney és Cameron Diaz. 1997. június 20-án mutatták be az Egyesült Államokban. Magyarországon december 4-től lehetett megtekinteni a mozikban.
A produkció kereskedelmi és kritikai siker volt. Egy Oscar-, egy BAFTA- és három Golden Globe-díjra jelölték.

## Cselekmény
Julianne, a befolyásos étteremkritikus, kilenc évvel korábban megállapodott legjobb barátjával, Michaellel, hogy ha egyikük sem házasodik meg a 28. születésnapjáig, akkor összeházasodnak. Nem sokkal a 28. születésnapja előtt Julianne megtudja, hogy Michael néhány nap múlva feleségül veszi a gazdag Kimmyt, akit még csak most ismert meg. Ekkor hirtelen rájön, hogy sokkal többet érez Michael iránt, mint korábban gondolta, ezért elhatározza, hogy minden eszközzel megakadályozza az esküvőt. Ez annál is nehezebben megy neki, mivel Kimmyt és családját rendkívül kedvesnek és szeretetreméltónak ismeri meg, de kitart terve mellett, még akkor is, ha minden próbálkozása az ellenkezőjére fordul. 
Segítségére megérkezik meleg barátja, George, aki azt tanácsolja neki, hogy vallja be szerelmét Michaelnek, hogy az dönteni tudjon. Erre azonban nem tudja rávenni magát, és mindenki meglepetésére inkább George-ot adja ki vőlegényének. Hogy továbbvigye tervét, végül Kimmy apja számítógépén ír egy e-mailt Michael főnökének, ami igen kedvezőtlen fényben tünteti fel a násznépet. Miután azonban újraolvassa a szöveget, meggondolja magát, és nem küldi el az e-mailt. A lementett szöveget azonban később az ő tudta nélkül elküldik. Michael erről értesül a főnökétől, és lemondja az eljegyzést, amiről csak hárman tudnak.
Mivel Michael és Kimmy továbbra is bízik Julianne-ban, az esküvő napján a közvetítő szerepébe bújik, és hamis üzenetekkel próbálja még jobban eltávolítani őket egymástól. Michael végül mégis Kimmy mellett dönt, amit Julianne most már őszintén elmond Kimmynek. Ám rögtön ezután ő is szerelmet vall Michaelnek, és megcsókolja, amit Kimmy véletlenül meglát. Kimmy elszalad, Michael utána ered, Julianne viszont üldözőbe veszi Michaelt, akit végül egy vasútállomáson talál meg, és bevallja neki az egész viselkedését. Michael eleinte elborzad, de mivel Julianne szégyelli magát, érzékenyen vigasztalja, mielőtt végül Kimmy mellett dönt. Julianne jóvá teszi a hibáit azzal, hogy megtalálja Kimmyt, beismeri a vereséget, és meggyőzi, hogy mégiscsak menjen hozzá „álmaik férfijához”.

## Szereplők
| Szerep              | Színész               | Magyar hangja      |
| ------------------- | --------------------- | ------------------ |
| Julianne Potter     | Julia Roberts         | Györgyi Anna       |
| Michael O'Neal      | Dermot Mulroney       | Selmeczi Roland    |
| Kimberly Wallace    | Cameron Diaz          | Gubás Gabi         |
| George Downes       | Rupert Everett        | Kálid Artúr        |
| Walter Wallace      | Philip Bosco          | Áron László        |
| Joe O'Neal          | M. Emmet Walsh        | Kardos Gábor       |
| Samantha Newhouse   | Rachel Griffiths      | n.a                |
| Mandy Newhouse      | Carrie Preston        | n.a                |
| Isabelle Wallace    | Susan Sullivan        | Menszátor Magdolna |
| Scotty O'Neal       | Christopher Masterson | Simonyi Balázs     |
| Richard             | Paul Giamatti         | Csuja Imre         |
| Jonathan P. F. Ritt | Harry Shearer         | Rudas István       |
| Pap                 | Chelcie Ross          | n.a                |

## Fogadtatás

### Kritikai visszhang
A film általánosságban jó értékeléseket kapott. A Rotten Tomatoeson 74%-os minősítést kapott 62 értékelés alapján, az összefoglaló szerint: „Julia Roberts elbűvölő alakításának és a műfaj felforgató pörgésének köszönhetően az Álljon meg a nászmenet! üdítően szórakoztató romantikus vígjáték.” Duane Byrge a Hollywood Reportertől azt írta: „Ez a keserédes, modern szerelmi csemege, ez a zamatos dráma megérinti a mozilátogatók szívét ezen az akciódús nyáron.” Peter Travers a Rolling Stone-tól azt írta: „Roberts szívét-lelkét beleadta ebbe a filmbe. A közönség valószínűleg viszonozni fogja a szívességet.” Lisa Alspector a Chicago Readertől azt írta: „Ennek az 1997-es vígjátéknak a vontatott történetét nehéz végigülni - még néhány túltermelt zeneszám is van benne -, de van egy érdekes, felforgató eleme, amit nem akarok elárulni.”
A Metacritic 51 pontot adott a 100-ból 23 vélemény alapján. Roger Ebert azt írta: „Ronald Bass forgatókönyvének egyik öröme az, ahogyan felforgatja a szokásos komikus formulákat, amelyek egy ilyen cselekményt táplálnának.” A TV Guide Magazine azt írta: „Ez a kedves vígjáték talán nem túlságosan kifinomult, de Hogannek sikerül elérnie, hogy vonzó főszereplői teljesen idiótának tűnjenek, ami nem kis teljesítmény az imázsmegszállott Hollywoodban.” Rita Kempley a Washington Posttól azt írta: „A történet nem elég fényes és nem elég nagyszabású ahhoz, hogy Roberts összes filmsztár ereje benne legyen.”

### Bevétel adatai
A Box Office Mojo szerint a film nyereséges volt. A 38 millió dolláros költségvetésre 127 millió dolláros bevételt ért el.

## Fontosabb díjak és jelölések
| Esemény               | Díj              | Kategória                                                      | Eredmény |
| --------------------- | ---------------- | -------------------------------------------------------------- | -------- |
| 51. BAFTA-gála        | BAFTA-díj        | Legjobb férfi mellékszereplő – Rupert Everett                  | Jelölve  |
| 55. Golden Globe-gála | Golden Globe-díj | Legjobb filmmusical vagy vígjáték                              | Jelölve  |
| 55. Golden Globe-gála | Golden Globe-díj | Legjobb női főszereplő (musical vagy vígjáték) – Julia Roberts | Jelölve  |
| 55. Golden Globe-gála | Golden Globe-díj | Legjobb férfi mellékszereplő – Rupert Everett                  | Jelölve  |
| 70. Oscar-gála        | Oscar-díj        | Legjobb filmzene                                               | Jelölve  |